# Отто, Николаус
Николаус Август О́тто (нем. Nicolaus August Otto; 10 июня 1832 года, Хольцхаузен-ан-дер-Хайде — 26 января 1891 года, Кёльн) — немецкий инженер и изобретатель-самоучка, известен в качестве изобретателя двигателя внутреннего сгорания. Приоритет Отто неоднократно, но безуспешно оспаривался, в частности, Кристианом Райтманом, Альфонсом Бо де Роша и Феличе Маттеуччи.

## Биография
Николаус Август Отто родился 10 июня 1832 года в Хольцхаузен-ан-дер-Хайде. В 1848 году, после окончания реального училища, занялся коммерческой деятельностью.
31 марта 1864 года Отто вместе с Ойгеном Лангеном основал первую в мире компанию по производству двигателей — «N. A. Otto & Cie» (современный «Deutz AG»).
В 1872 году на завод Отто, по производству четырехтактных двигателей, в качестве технического директора приходит Готлиб Даймлер, через полгода к нему присоединяется Вильгельм Майбах в качестве главного инженера.
В 1876 году Отто смог реализовать свою идею двигателя с четырёхтактным циклом и получил патент на него.
Почётный доктор Университета Вюрцбурга (1882).
Николаус Август Отто умер 26 января 1891 года в городе Кёльне и был похоронен на кладбище Мелатен.

## Награды и почётные звания
В 1981 году введён в Национальный зал славы изобретателей, в 1996 году — в Автомобильный зал славы.